# 中村元彦
中村 元彦(なかむら もとひこ、1959年12月16日 - ）は日本の実業家。サークルKサンクス（現ファミリーマート）代表取締役社長や、ユニーグループ・ホールディング代表取締役社長を務めた。

## 人物・経歴
愛知県名古屋市出身。1982年愛知学院大学商学部卒業、ユニー入社、サークルK・ジャパン（現ファミリーマート）事業部配属。1993年サークルケイ・ジャパン運営本部中京北運営部統括マネージャ。1999年サークルケイ・ジャパン商品本部商品第二部部長。2002年サークルKサンクス商品本部副本部長。2004年サークルKサンクス執行役員マーケティング本部長。2005年サークルKサンクス取締役マーケティング本部長。2007年サークルKサンクス代表取締役社長。2013年からユニーグループ・ホールディングス代表取締役社長兼最高執行責任者を務めたが、経営不振の責任をとり、前村哲路代表取締役会長兼最高経営責任者とともに2015年に相談役に退いた。